# 高月悟里
高月 悟里（たかつき さとり、1973年3月22日 - ）は、東京都出身の少女漫画家。女性。血液型はO型。

## 来歴
『クリスマス・イブ』で第31回 りぼん新人漫画賞 準入選受賞がきっかけとなり、「りぼん1993年早春のびっくり大増刊号」 （集英社）にてデビュー。

## 関連書籍
全て集英社「りぼん」のコミックス - りぼんマスコットコミックス
- りぼん新人まんが家デビュー作集 4
  - ISBN 9784088537085 1993年12月13日出版
  - 『偶然じゃないよ!』他5編
- 幸せってなんだっけ（全1巻）
  - 1995年7月19日
  - 併録：クリスマス・イブ（デビュー作）、ハッピーの条件、黄昏の天使たち、あぜ道のメルヘン、科学飯盒スイハンジャー
- 奇跡をあげる（全1巻）
  - ISBN 9784088561981 2000年3月20日
  - 『奇跡をあげる』4話分収録
  - 併録：お願い♡プラム、奥から2番目、1番星は海の中、運命のギンガムチェック

## コミックス未収録作品
- にんじんのう
- 誰かが見てい
- かっとび初夢配達
- 奇跡をあげる〜つたえてCANDY☆MAGIC〜
- 奇跡をあげる〜夏休み恋愛レポート〜
- 奇跡をあげる〜走れ! 恋する乙女〜
- ろまんす花図鑑
- おばけ屋敷の作り方